# Kunekune (Yōkai)

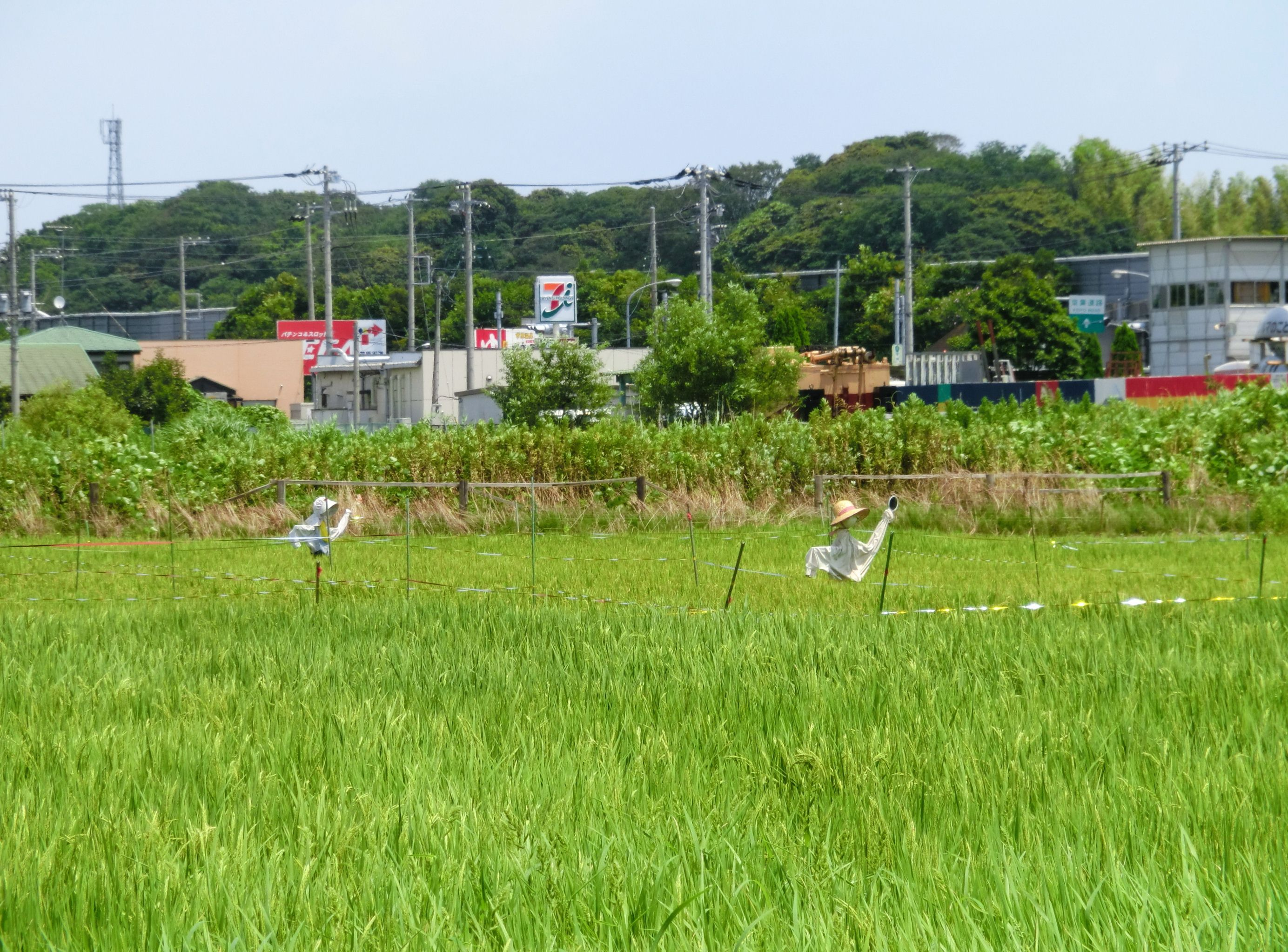
Weiß bekleidete Vogelscheuchen (hier in einem Reisfeld) könnten die Sagen um den Kunekune inspiriert haben.

Der Kunekune (jap. くねくね) ist ein fiktives Wesen aus der modernen japanischen Internetkultur, ähnlich dem Slender Man und Hanako, dem Klogeist. Der Kunekune wurde im Jahr 2003 auf mehreren Websites als urbane Legende kreiert, er wird dort gelegentlich als „moderner Yōkai“ bezeichnet.

## Beschreibung
Der Kunekune wird als großes und schmales Wesen beschrieben, das einem ausgeschnittenen Papiermännchen oder einem langen, ausgefransten Stück Stoff ähnelt. Er soll hauptsächlich an heißen Sommertagen um die Mittagszeit an einem bestimmten Ort verweilen, vorzugsweise auf ausgedehnten Reis- und Getreidefeldern, manchmal aber auch auf offener See. Die Gliedmaßen des Kunekune sollen dabei unablässig flattern, als ob eine starke Brise weht, selbst dann, wenn eigentlich völlige Windstille herrscht. Diese Eigenart brachte dem Wesen den Namen „Kunekune“ (von jap. くねくね; zu dt. „sich winden, flattern, mit den Armen schlackern“) ein.
Interessanterweise soll man den Kunekune nur aus großer Ferne sehen können. Auf freiem, offenen Gelände soll er reinweiß erscheinen, in Städten hingegen pechschwarz. Gerüchten zufolge wird jeder wahnsinnig, der den Kunekune aus der Nähe zu betrachten versucht. Ignoriert man ihn hingegen, soll man von ihm nicht behelligt werden. Kommt man dem Kunekune dennoch zu nahe oder versucht, ihn zu berühren, tötet er sein Opfer.

## Entstehung und Hintergründe
Die älteste und bekannteste Geschichte um den Kunekune wurde 2003 in einem Okkult-Forum der Internet-Plattform 2channel veröffentlicht und wurde sofort sehr populär. Die Geschichte handelt von einem (namenlosen) Jungen, der zusammen mit seinem (ebenfalls namenlosen) älteren Bruder seine Großeltern nahe Akita auf dem Land besucht. An einem heißen Sommertag gehen die beiden Jungen in den Reis- und Getreidefeldern spazieren. Zunächst weht ein angenehmer Wind, doch plötzlich stoppt dieser. Der Ältere der beiden deutet in eine bestimmte Richtung, weil er etwas in der Ferne erspäht hat, das wie eine dünne Person in weißen Gewändern aussieht. Obwohl es windstill ist, scheint das Wesen zu zappeln und mit den Armen zu schlackern und sein Gewand flattert, als ob es in einer Windböe gefangen wäre. Irritiert und ratlos beschließt der Ältere, sein Fernglas zu benutzen, um das Wesen besser erkennen zu können. Doch kaum blickt er durch sein Fernglas, wird er kreideweiß und verstummt. Der Jüngere fragt, was denn los sei, doch er wird von dem Ältern unwirsch angewiesen, nicht nachzufragen. Je weniger er wisse, desto besser für ihn. Da taucht überraschend der Großvater auf und schleift die Jungen nach Hause, irgendetwas scheint ihn sehr beunruhigt zu haben. Zuhause verändert sich das Verhalten des großen Bruders dramatisch: er lacht ständig hysterisch ohne ersichtlichen Grund und er entwickelt unerklärliche und unkontrollierbare Zuckungen. Die Familie der beiden Jungen beschließt, den Jüngeren zurück in die Stadt zu holen und den Älteren der Obhut der Großeltern zu überlassen. Der Jüngere ist todunglücklich, weil er in seinem Herzen spürt, dass sein großer Bruder nie wieder normal sein wird. Er ist jedoch überzeugt, dass das unheimliche Wesen in weißen Gewändern seinen Bruder in den Wahnsinn getrieben hat.
Weitere Erwähnungen des Kunekune tauchten ab dem Jahr 2005 zeitgleich auf mehreren japanischen Internetseiten auf, die sich gesammelten und zumeist erfundenen Spuk- und Horrorgeschichten widmen. Schon bald begannen Kunekune-Gläubige, Geschichten zu sammeln und selbst zu verfassen. Die Geschichten erzählen von (angeblichen) Begegnungen mit dem Kunekune und sind in der Ich-Form geschrieben, sodass sie wie Augenzeugenberichte erscheinen. Ein ähnliches Phänomen ist vom Slender Man und von Hanako, dem Klogeist bekannt.
Dabei folgen die Geschichten einem mittlerweile sattsam bekannten Prinzip und Konzept: in den meisten Geister- und Horrorgeschichten um übernatürliche Wesen wie Dämonen und Yōkai werden die Protagonisten und späteren Opfer noch davor gewarnt, nicht gezielt nach den Wesen zu suchen und vor allem, sie nicht anzustarren. Besonders Letzteres erfährt in modernen Media eine ausgeprägte Rezeption in Form von sogenanntem Clickbaiting: je eindringlicher der Zuschauer/Zuhörer/Leser davor gewarnt wird, etwas nicht anzusehen (oder anzustarren), desto eher wird er es doch tun. Dieses Phänomen ist bereits bei Kindern zu beobachten. Moderne Medien, besonders Videokanäle wie YouTube und TikTok bedienen sich des Clickbaitings. Und auch in Horrorfilmen kommen immer wieder Protagonisten vor, die das Gegenteil von dem tun, was ihnen zuvor wohlmeinend angeraten wurde. Mit meist fatalem Ausgang. Dies trifft auch auf den Kunekune zu – wenn man ihn zu lange anstarrt, so heißt es in den Erzählungen, dann überfällt er sein Opfer oder treibt es in den Wahnsinn.

## Erklärungsversuche
Während das Wesen „Kunekune“ als fiktiv anzusehen ist, bemüht sich die moderne Forschung um eine Erklärung, was genau die Erfindung des Wesens inspiriert haben könnte. Möglicherweise geht der Kunekune auf Verwechslungen mit traditionellen Vogelscheuchen zurück, wie sie sich in großer Zahl noch heute auf ausgedehnten Reis- und Getreidefeldern finden. In Japan gelten Vogelscheuchen als unheimlich und viele lokale Geistergeschichten behaupten, sie würden des Nachts zum Leben erwachen. Als alternativer Erklärungsversuch wird herangezogen, dass sich in der Mittagshitze kleine, dichte Wölkchen oder Dunstschwaden über Reisfeldern bilden können. Als dritte Möglichkeit werden Halluzinationen angenommen, die in der Sommerhitze durch Hitzschlag und/oder Dehydratation ausgelöst werden können.